# ب100 وش
بـ 100 وش مسلسل درامي وكوميدي عُرض في شهر رمضان 1441 هـ في عام 2020م، من بطولة آسر ياسين ونيللي كريم.

## قصة المسلسل
سكر - نصابة محترفة - يتم النصب عليها من قِبل عمر - نصاب محترف ايضًا - لتدخل في صراعات معه لإعادة أموالها، ثم تقرر الاتحاد معه للقيام بعمليات نصب أكبر.

## طاقم العمل
- نيللي كريم: (سكر)
- آسر ياسين: (عمر)
- إسلام إبراهيم: (حمادة)
- زينب غريب: (رضوى)
- علا رشدي: (ماجي)
- شريف دسوقي: (سباعي)
- مصطفى درويش: (فتحي)
- دنيا ماهر: (نجلاء)
- محمد عبد العظيم: (عم سامح)
- لؤي عمران: (باسم الأمير)
- سلوى محمد علي: (دُرية)
- حنان يوسف: (أزهار)
- حسن أبو الروس: (زيزو)
- منة سماحة: (نادية)
- صدقي صخر: (أيمن)
- أسامة أبو العطا: (سمير)

ضيوف الشرف
- آمال حلمي
- سارة التونسي

## هوامش
- شهد المسلسل عودة التعاون بين كاملة أبو ذكري ونيللي كريم مرة أخرى بعد ثلاثة سنوات من الغياب، فكان آخر عمل جمعهما وهو فيلم (يوم للستات).
- قبل القيام استكمال التصوير تم توقيع عقد شراكة بين شركة العدل جروب منتجة المسلسل والشركة المتحدة للخدمات الإعلامية ليتم إنتاج المسلسل بالشراكة بينهما.
- بدأ تصوير المسلسل بعام 2019 وذلك كي يعرض في شهر رمضان، إلا إن التصوير توقف بعد ذلك بسبب تأخر الموافقة من الرقابة على التصريح الخاص بالعمل، وأدى ذلك إلى تأجيله إلى عام 2020.
- عند بدأ التصوير لأول مرة كان يتولى الإخراج المخرج أحمد مدحت، إلا إن مع الإعلان عن عودة التصوير تقرر اختيار المخرجة كاملة أبو ذكري كي تتولى عملية الإخراج وذلك بعد اعتذار أحمد مدحت.
- كان اسم المسلسل (النصابين)، ثم تم تغييره مع بدء التصوير ليصبح (100 وش).